# Peggy Lipton
Peggy Lipton (New York, 1946. augusztus 30. – Los Angeles, Kalifornia, 2019. május 11.) amerikai modell, énekesnő, Golden Globe-díjas színésznő.

## Élete és pályafutása

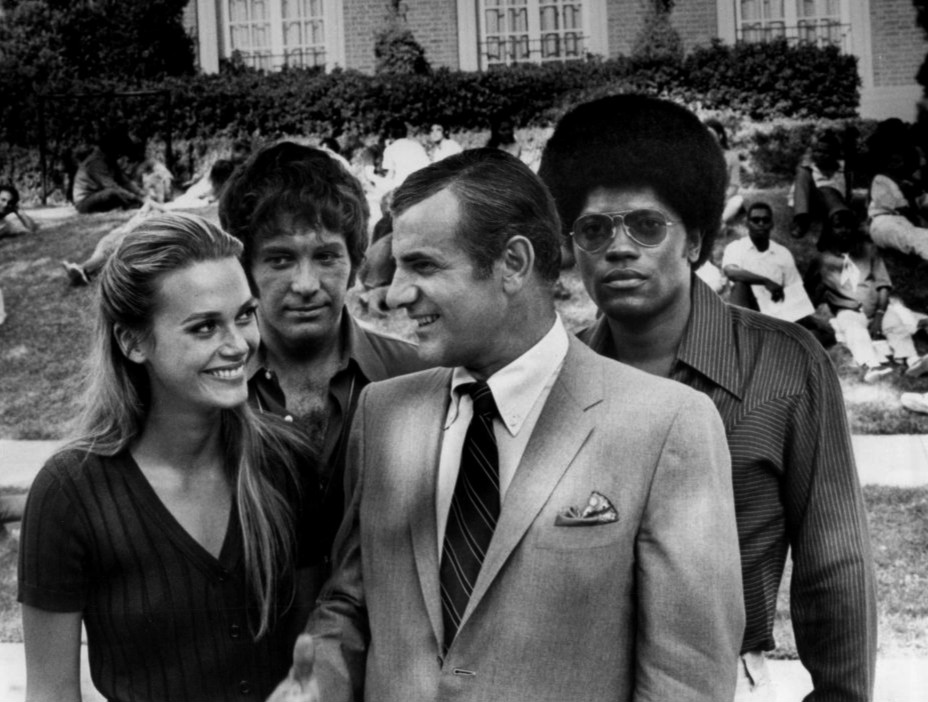
1970-ben a The Mod Squad forgatásán. Balról jobbra: Peggy Lipton, Michael Cole, Tige Andrews, és Clarence Williams III.

Peggy Lipton New Yorkban született Harold Lipton (1911–1999), ügyvéd, és Rita Benson (1912–1986) művész gyermekeként. Apai ágon orosz zsidók, míg anyai ágon ír és kelet-európai zsidók voltak a felmenői. Testvérei Kenneth és Robert. 
Lipton a Lawrence Junior Középiskolában és a Professional Children's School-ban végezte tanulmányait. Gyermekkorában dadogott, de ezt sikerült leküzdenie. Kislány korában nagybátyja szexuálisan zaklatta. 1964-ben a családja Los Angelesbe költözött, ahol Lipton egy ideig hippi életmódot élt a Topanga Kanyonban ahol megismerkedett a jógával és a meditációval, majd néhány évig drogfüggőségben szenvedett. Még New Yorkban az anyja tanította modellkedésre és 15 évesen már leszerződött a Ford modellügynökséggel. Los Angelesbe költözés után Lipton szerződés kötött az Universal studióval és 19 évesen debütált színésznőként azóta számos tévés és filmes produkcióban szerepelt. Lipton énekesként is tevékenykedett, több lemeze megjelent és dolgozott együtt Barbra Streisanddal és Frank Sinatraval is. Lipton Paul McCartney élettársa volt, majd 1974-ben hozzáment Quincy Jones zenei producerhez, akitől két lánya született, Rashida és Kidada Jones akik, anyjukhoz hasonlóan, szintén színésznők lettek. Quincy Jones és Peggy Lipton 1986-ban szétköltöztek és 1990-ben hivatalosan is elváltak. Lipton filmes karrierjében az áttörést a The Mod Squad című televíziós sorozat jelentette, amiért négy Emmy-díjjelölést és három Golden Globe-díjjal jelölést valamint egy Golden Globe-díjat tudhatott magáénak. Jelentősebb szerepe még a Twin Peaks című kultikus sorozatban volt, ahol Norma Jennings pincérnőt alakította, és ezt a szerepet az 1992-es előzményfilmben és 2017-es folytatásban is eljátszotta. Az Angie Tribeca című sorozat címszereplőjét Lipton lánya (Rashida Jones) alakította és Lipton a sorozatban is az anyjaként volt látható.

## Halála
2004-ben vastagbélrákot diagnosztizáltak nála, amit úgy tűnt, sikerült legyőznie. Lányai 2019. május 11-én jelentették be édesanyjuk halálát. Peggy Lipton 72 évet élt. 

## Diszkográfia
- 1968 Peggy Lipton (Ode Records)
  - 1968 "Wear Your Love Like Heaven" b/w "Honey Won't Let Me" (45 rpm)
  - 1968 "Stoney End" b/w "San Francisco Glide" (45 rpm)
  - 1969 "Red Clay County Line" b/w "Just A Little Lovin' (Early In The Morning)" (45 rpm)
  - 1970 "Lu" / "Let Me Pass By" (45 rpm)
  - 1970 "Let Me Pass By" b/w "Flim Flam Man" (45 rpm)
- 2013 Peggy Lipton: The Complete Ode Recordings (Vivid Sound)

## Filmográfia

### Film
| Év   | Magyar cím                    | Eredeti cím                    | Szerep                                           | Magyar hang         |
| ---- | ----------------------------- | ------------------------------ | ------------------------------------------------ | ------------------- |
| 1967 |                               | Mosby's Marauders              | Oralee Prentiss                                  |                     |
| 1968 |                               | Blue                           | Laurie Kramer                                    |                     |
| 1969 |                               | A Boy... a Girl                | ismeretlen szerep                                |                     |
| 1988 | Emberevő bíborka              | Purple People Eater            | Anya                                             |                     |
| 1988 | Nyasgem!                      | I'm Gonna Git You Sucka        | ismeretlen szerep (stáblistán nincs feltüntetve) |                     |
| 1988 | Hadiösvényen                  | War Party                      | Televíziós tudósító                              |                     |
| 1989 | Tiltott dolog: Kinjite        | Kinjite: Forbidden Subjects    | Kathleen Crowe                                   |                     |
| 1990 |                               | Fatal Charm                    | Jane Sims                                        |                     |
| 1991 | Korpa között                  | True Identity                  | Rita                                             |                     |
| 1992 | Twin Peaks – Tűz, jöjj velem! | Twin Peaks: Fire Walk with Me  | Norma Jennings                                   | Kiss Eszter         |
| 1997 | A jövő hírnöke                | The Postman                    | Ellen March                                      | Braun Rita          |
| 2000 |                               | The Intern                     | Roxanne Rochet                                   |                     |
| 2000 | Családi tótágas               | Skipped Parts                  | Laurabel Pierce                                  |                     |
| 2001 |                               | Jackpot                        | Janice                                           |                     |
| 2010 | Minden kút Rómába vezet       | When in Rome                   | Priscilla                                        | Csizmadia Gabriella |
| 2014 |                               | Twin Peaks: The Missing Pieces | Norma Jennings (archív felvétel)                 |                     |
| 2017 | Egy kutya négy élete          | A Dog's Purpose                | Felnőtt Hannah                                   | Kovács Nóra         |

### Televízió
| Év        | Magyar cím                        | Eredeti cím                                | Szerep                     | Megjegyzések                                                   |
| --------- | --------------------------------- | ------------------------------------------ | -------------------------- | -------------------------------------------------------------- |
| 1965      |                                   | Bewitched                                  | titkárnő                   | 1 epizód                                                       |
| 1965      |                                   | Mr. Novak                                  | Selma                      | 1 epizód                                                       |
| 1965      |                                   | The Alfred Hitchcock Hour                  | Mary Winters               | 1 epizód                                                       |
| 1965      |                                   | The John Forsythe Show                     | Joanna                     | 1 epizód                                                       |
| 1966      |                                   | The Virginian                              | Dulcie Colby               | 1 epizód                                                       |
| 1967      |                                   | Walt Disney's Wonderful World of Color     | Oralee Prentiss            | 2 epizód                                                       |
| 1967      |                                   | Bob Hope Presents the Chrysler Theatre     | Jill                       | 1 epizód                                                       |
| 1967      |                                   | The Road West                              | Jenny Grimmer              | 1 epizód                                                       |
| 1967      | Támadás egy idegen bolygóról      | The Invaders                               | Bride                      | 1 epizód                                                       |
| 1967      |                                   | The F.B.I.                                 | lány a múzeumban           | 1 epizód                                                       |
| 1968–1973 |                                   | The Mod Squad                              | Julie Barnes               | 123 epizód                                                     |
| 1979      |                                   | The Return of the Mod Squad                | Julie Barnes               | tévéfilm                                                       |
| 1988      |                                   | Addicted to His Love                       | asszisztens                | tévéfilm                                                       |
| 1990      |                                   | The Hitchhiker                             | Helen                      | 1 epizód                                                       |
| 1990–1991 | Twin Peaks                        | Twin Peaks                                 | Norma Jennings             | - 30 epizód - magyar hangja: - Prókai Annamária - Bartsch Kata |
| 1992      |                                   | Secrets                                    | Olivia Owens               | 2 epizód                                                       |
| 1993      |                                   | Angel Falls                                | Hadley Larson              | 1 epizód                                                       |
| 1994      | A pók hálójában                   | The Spider and the Fly                     | Helen Stroud               | - tévéfilm - magyar hangja: - Jani Ildikó                      |
| 1994      |                                   | Deadly Vows                                | Nancy Weston               | tévéfilm                                                       |
| 1994      |                                   | Wings                                      | Miss Laurie Jenkins        | 1 epizód                                                       |
| 1996      |                                   | Justice for Annie: A Moment of Truth Movie | Carol Mills                | tévéfilm                                                       |
| 2000      | A ’70-es évek                     | The ’70s                                   | Gloria Steinem             | tévéfilm                                                       |
| 2000      |                                   | Popular                                    | Kelly Foster               | 4 epizód                                                       |
| 2004      | Alias                             | Alias                                      | Olivia Reed                | 3 epizód                                                       |
| 2005      |                                   | Cuts                                       | Marsha                     | 1 epizód                                                       |
| 2007      | Egy kapcsolat szabályai           | Rules of Engagement                        | Fay                        | 1 epizód                                                       |
| 2009      | Ütközések                         | Crash                                      | Susie                      | 4 epizód                                                       |
| 2012      | Gátlástalanok                     | House of Lies                              | Phoebe Van Der Hooven      | 1 epizód                                                       |
| 2014      | Psych – Dilis detektívek          | Psych                                      | Scarlett Jones             | 1 epizód                                                       |
| 2016–2017 | Angie Tribeca – A törvény nemében | Angie Tribeca                              | Peggy Tribeca, Angie anyja | 1 epizód                                                       |
| 2017      | Twin Peaks                        | Twin Peaks                                 | Norma Jennings             | 5 epizód                                                       |
| 2017      | Karmok                            | Claws                                      | Peggy Lipton               | 1 epizód                                                       |
| 2017      |                                   | There's... Johnny!                         | Evelyn Greenfield          | 1 epizód                                                       |

## Fontosabb díjak és jelölések
(Zárójelben a jelölések száma)
- Golden Globe-díj: (4)
- 1971, díj: Legjobb női főszereplő (drámasorozat) – The Mod Squad (1968-1973)
- 1970, jelölés: Legjobb női főszereplő (drámasorozat) – The Mod Squad (1968-1973)
- 1972, jelölés: Legjobb női főszereplő (drámasorozat) – The Mod Squad (1968-1973)
- 1973, jelölés: Legjobb női főszereplő (drámasorozat) – The Mod Squad (1968-1973)
- Emmy-díj: (4)
- 1969, jelölés: Legjobb női főszereplő (drámasorozat) – The Mod Squad (1968-1973)
- 1970, jelölés: Legjobb női főszereplő (drámasorozat) – The Mod Squad (1968-1973)
- 1971, jelölés: Legjobb női főszereplő (drámasorozat) – The Mod Squad (1968-1973)
- 1972, jelölés: Legjobb női főszereplő (drámasorozat) – The Mod Squad (1968-1973)

## Fordítás
- Ez a szócikk részben vagy egészben  a   Peggy Lipton című angol Wikipédia-szócikk fordításán alapul.  Az eredeti cikk szerkesztőit annak laptörténete sorolja fel. Ez a jelzés csupán a megfogalmazás eredetét és a szerzői jogokat jelzi, nem szolgál a cikkben szereplő információk forrásmegjelöléseként.